# Jorge Jesus
Jorge Fernando Pinheiro de Jesus ComIH (Amadora, 24 de julho de 1954) é um treinador e ex-futebolista português que atuava como meio-campista. Atualmente comanda o Al-Nassr.
Foi considerado por duas vezes um dos 10 melhores treinadores de clubes do mundo pela IFFHS, em 2013 (8.º lugar) e em 2019 (7.º lugar).
Começou a sua carreira como futebolista em 1973, no Sporting, atuando depois em outros doze clubes ao longo de dezessete anos, incluindo nove temporadas na Primeira Liga.
Estreou como treinador em 1990 com o Amora, levando o clube à Segunda Liga, conseguindo a subida de divisão na temporada 1991–92 e chegando ao primeiro escalão do futebol português com o Felgueiras, na temporada 1995–96. Depois de não conseguir manter o clube de Felgueiras na primeira divisão e uma curta passagem no União da Madeira, teve duas passagens pelo Estrela da Amadora, orientando pelo meio o Vitória de Setúbal. Jesus treinou outros clubes da Primeira Liga como o Vitória de Guimarães, o Moreirense e o União de Leiria. Entre 2006 e 2008 foi técnico do Belenenses, levando o clube do Restelo à final da Taça de Portugal na sua primeira temporada. Na temporada 2008–09 treinou o Braga, vencendo até agora o único título internacional do clube minhoto, a Copa Intertoto.
De 2009 a 2015 foi treinador do Benfica, ganhando dez títulos (recorde do clube) e alcançando duas finais da Liga Europa.
Em junho de 2019 foi contratado pelo Flamengo, onde conquistou os títulos da Copa Libertadores da América e do Campeonato Brasileiro daquele ano. Com a conquista do título continental, tornou-se o segundo técnico europeu campeão da competição, sendo o primeiro português. É também o primeiro técnico estrangeiro a receber o Prêmio Bola de Prata.

## Carreira como jogador
Filho de Virgolino de Jesus, Jorge Jesus foi um jogador de futebol. Ele iniciou sua carreira no Sporting em 1973 e ficou na equipe até 1976, período em que realizou 12 jogos e marcou um gol. Jorge Jesus representou, entre outros emblemas, o Belenenses, o União Leiria e o Vitória de Setúbal.
Jogou no Juventude Évora na temporada 1978–79, na equipe treinada por Fernando Peres que acabou em segundo lugar da Segunda Divisão.
Jorge Jesus retirou-se em 1989, com 35 anos, depois de passagens na Segunda (no Estrela da Amadora) e na Terceira divisão.

## Carreira como treinador

### Primeiros anos
O primeiro clube que treinou foi o Amora, tendo-se sagrado campeão nacional da 3ª Divisão. Seguidamente, orientou o Felgueiras que subiu desde a 2ª Divisão B até à primeira liga do futebol português (primeira participação deste clube no principal campeonato). Os seus serviços foram recrutados sucessivamente por Estrela da Amadora, Vitória de Setúbal e Vitória de Guimarães (todos no escalão principal).
No entanto, Jorge Jesus teve também alguns momentos menos felizes, como as descidas de divisão com o Felgueiras (1995–96), o clube que tinha subido, e com o Moreirense (2004–05).

### Belenenses
Comandou a equipe principal do Belenenses, tendo conseguido, na temporada de 2006–07, o 5.º lugar na Liga, a presença na final da Taça de Portugal e a qualificação para a Copa da UEFA (atual Liga Europa da UEFA). Na temporada seguinte voltou a repetir os bons resultados, sendo eliminado pelo poderoso Bayern de Munique na Copa da UEFA, numa exibição muito elogiada pela imprensa. Fruto do caso Meyong, a equipe sofreu uma penalização de seis pontos e terminou a temporada no 8.º lugar da Liga.

### Braga
No dia 20 de maio de 2008, foi oficialmente contratado pelo Braga como treinador para a temporada 2008–09. O treinador conseguiu levar a equipe até as oitavas de final da Copa da UEFA, ganhando inclusivamente a última edição da Taça Intertoto da UEFA. Ficou no 5.º lugar da Liga.

### Benfica

#### 2009–10
No final da temporada 2008–09, após várias especulações, foi anunciado um princípio de acordo entre o Benfica e o Braga para a contratação do treinador por 700 mil euros em compensação. O acordo foi confirmado e Jorge Jesus substituiu Quique Flores no comando do Sport Lisboa e Benfica, sendo contratado por um período de dois anos, mais um de opção. Durante a apresentação oficial como treinador do Benfica, mostrou-se bastante confiante no seu trabalho ao dizer que chegava ao clube com a certeza de que iria ser campeão.
No seu primeiro ano, levou o Benfica ao Campeonato Nacional a 9 de maio de 2010, dando assim ao clube lisboeta o seu 32º título na mais importante prova do futebol português, derrotando o Rio Ave em casa por 2 a 1 (apenas com duas derrotas na Primeira Liga e 78 gols marcados), também chegando aos quartas de final da Liga Europa da UEFA, perdendo para o Liverpool num resultado agregado de 5 a 3.
No dia 5 de outubro de 2009, Jorge Jesus alcançou a vitória de número 100 na Primeira Liga, com um 3 a 1 contra o Paços de Ferreira. No mês seguinte, teve o seu primeiro Derby de Lisboa, que terminou com um empate fora 0 a 0. No final daquela temporada vitoriosa, que também trouxe a Taça da Liga (conseguindo a primeira dobradinha da Primeira Liga e da Taça da Liga do futebol português), o treinador foi recompensado com uma extensão de contrato, sendo prolongado até 2013.

#### 2010–11
Em 2011, o treinador alcançou a primeira vitória do Benfica na Alemanha, após um 2 a 0 contra o Stuttgart. Esta vitória permitiu a Jesus bater o recorde de Jimmy Hogan em 1972–73, com 16 vitórias consecutivas. No entanto, esta temporada foi de menos sucesso do que a anterior, o clube conquistou a segunda Taça da Liga consecutiva e realizou um bom trajeto na Liga Europa, chegando até às meias-finais.

#### 2011–12
No dia 7 de dezembro de 2011, na última rodada da fase de grupos da Liga dos Campeões, num jogo disputado no Estádio da Luz contra o Oţelul Galaţi, tornou-se o treinador benfiquista com mais vitórias nas competições da UEFA, batendo a marca de 20 vitórias de Sven-Göran Eriksson.
No dia 12 de janeiro de 2012, levou o Benfica ao 8.º lugar do ranking dos melhores clubes do mundo na temporada 2011–12, segundo a IFFHS, tornando-se a melhor equipe portuguesa nesse período. Já no dia 11 de fevereiro, após o triunfo por 4 a 1 sobre o Nacional da Madeira pelo Campeonato Português, conquistou a centésima vitória no comando dos encarnados em competições oficiais.

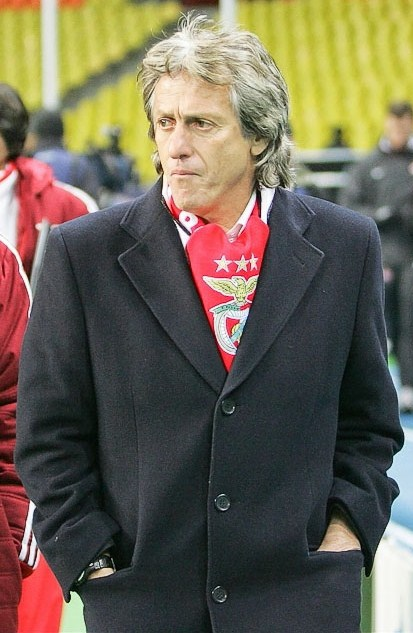
Jorge Jesus pelo Benfica, em 2012

Terminou a temporada 2011–12 com a terceira vitória consecutiva na Taça da Liga, o segundo lugar no campeonato nacional e os quartas-de-final da Liga dos Campeões, tendo sido eliminado pelo Chelsea, que viria a sagrar-se campeão europeu.

#### 2012–13
No dia 10 de dezembro de 2012, após vitória do Benfica por 3 a 1 na casa do rival Sporting, Jorge Jesus tornou-se no treinador português com mais vitórias no Derby da Capital, ao vencer sete jogos em nove, ultrapassando Toni (seis em dez).
No dia 2 de maio de 2013, Jorge Jesus chegou à nona final europeia do Benfica (recorde nacional) reafirmando o prestígio do clube na Europa. Ao vencer por 3 a 1 o Fenerbahçe, o Benfica apurou-se para a final da Liga Europa da UEFA, algo festejado dado que o clube não atingia uma final europeia desde a Taça dos Clubes Campeões Europeus de 1989–90. Na final, entretanto, perderam de 2 a 1 para o Chelsea, com um gol de Branislav Ivanović aos 48 minutos do segundo tempo, acabando, assim, como vice-campeão.

#### 2013–14
Após a temporada anterior, a primeira rodada desta nova temporada começou com uma derrota contra o Marítimo (2 a 1). A partir daí, o Benfica não voltou a perder no Campeonato por 28 jogos, conseguindo a maior sequência de vitórias (11).
No dia 11 de fevereiro de 2014, Jorge Jesus conseguiu a sua décima vitória (2 a 0) contra o Sporting, que empatou dois e ganhou um. Já no dia 20 de abril, Jesus conquistou o segundo campeonato português da sua carreira e o 33º título de campeão nacional do Benfica, estabelecendo um novo recorde nacional. Em 7 de maio, Jesus venceu a sua quarta Taça da Liga (a quinta do Benfica), por 2 a 0, contra o Rio Ave (conseguindo a segunda e única juntamente com a primeira dobradinha da Primeira Liga e da Taça da Liga do futebol português), outro recorde nacional. No dia 14 de maio, disputou a final da Liga Europa contra o Sevilla (após eliminar a Juventus em Turim) e, após perder nos pênaltis, terminou, pela segunda vez consecutiva, como vice-campeão.
No dia 18 de maio, Jorge Jesus fez a décima dobradinha do clube (recorde nacional) vencendo a sua primeira Taça de Portugal (a 25ª do Benfica) e tornou-se no primeiro treinador português a fazê-lo e no sétimo treinador em termos gerais a conquistar as duas competições, ao vencer o Rio Ave por 1 a 0 (conseguindo a primeira e única dobradinha de taça doméstica do futebol português). Assim, a temporada 2013–14 terminou com a tríplice coroa no futebol português, pois o treinador conquistou a Primeira Liga, a Taça de Portugal e a Taça da Liga.

#### 2014–15
No dia 10 de agosto de 2014, Jorge Jesus ganhou a sua primeira Supertaça Cândido de Oliveira, superando János Biri como o treinador com mais jogos no Benfica (273) e também empatou com Cosme Damião no número de troféus ganhos pelo Benfica (8), ultrapassando o número de troféus ganhos por János Biri e Otto Glória pelo Benfica e tornando-se no segundo treinador em Portugal com o maior número de troféus, à frente de Artur Jorge (9). Tornou-se no único treinador a ganhar todas as 4 competições portuguesas (ainda por cima num ano). Continuou a quebrar recordes, tornando-se no treinador com mais vitórias (195) no dia 27 de setembro de 2014, numa vitória contra o Estoril.
No dia 18 de janeiro de 2015, Jorge Jesus alcançou o tricentésimo jogo no Benfica, com a maior percentagem de vitórias desde Jimmy Hogan no início da década de 70 do século passado.

### Sporting
Na temporada 2015–16, o Sporting terminou a Primeira Liga com a maior pontuação da sua história e ganhou cinco clássicos, mas ainda assim terminou como vice-campeão português. Em 9 de agosto, após vencer o Benfica por 1 a 0, a equipe conquistou a Supertaça Cândido de Oliveira.
Jesus deixou o clube leonino em junho de 2018, depois de ambas as partes terem chegado a um acordo.

### Flamengo

#### 2019
No início de junho, o presidente do Flamengo, Rodolfo Landim confirmou a contratação de Jesus, com duração de um ano. Durante esse ano, o Mister, como era chamado pelos adeptos e jogadores de equipe, se tornou, para muitos, um dos maiores treinadores da história do Flamengo. Tendo obtido nesse tempo mais títulos (5) que derrotas (4).
Em outubro, nas semifinais da Copa Libertadores contra o Grêmio, Jorge Jesus deu uma "aula de tática" no técnico gremista, Renato Gaúcho, nas duas partidas, onde o placar agregado ficou 6 a 1 para o Flamengo. Assim, levou o clube da Gávea à final da competição depois de 38 anos.
Na estreia da final única da Libertadores, Jorge Jesus sagrou-se campeão pelo rubro-negro carioca com o placar de 2 a 1 de virada nos últimos minutos em cima do River Plate, da Argentina. Foi o segundo título internacional em sua carreira, sendo o primeiro esportista português a conquistar uma Copa Libertadores da América e o segundo europeu a conquistar essa competição como treinador. Em 1991, o título da Libertadores daquele ano foi conquistado pelo clube chileno Colo-Colo, então treinado pelo técnico croata Mirko Jozić.
Apenas um dia após conquistar o troféu da Libertadores, Jorge Jesus entrou para a história do Flamengo ao conquistar o Campeonato Brasileiro, após a derrota do Palmeiras para o Grêmio por 2 a 1. Foi a primeira vez desde 1963, com o Santos de Pelé, que um clube brasileiro conquistou o campeonato nacional e a Libertadores no mesmo ano. Com a conquista do Brasileirão, o treinador conseguiu seu terceiro título fora de Portugal, já que em agosto de 2018 havia conquistado a Supertaça da Arábia Saudita, quando era técnico do clube saudita Al-Hilal. No dia 25 de novembro, foi agraciado com o título de cidadão honorário do Rio de Janeiro pela Câmara de Vereadores da cidade.

#### 2020

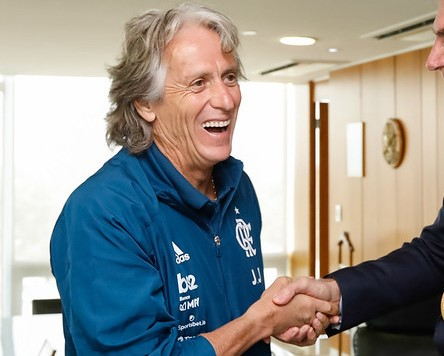
Jorge Jesus pelo Flamengo, em 2020.

No dia 16 de fevereiro, ganhou seu terceiro titulo pelo rubro-negro: a Supercopa do Brasil, disputada pelo campeão do Campeonato Brasileiro de 2019 (o próprio Flamengo) e o campeão da Copa do Brasil (Athletico Paranaense). Em jogo único realizado no Estádio Mané Garrincha, o Flamengo venceu o Furacão por 3 a 0.
Alguns dias depois ganharia seu quarto título (o segundo de âmbito internacional) ao vencer o Independiente del Valle por um somatório de 5 a 2 (2 a 2 na ida e 3 a 0 na volta) pela Recopa Sul-Americana que colocava frente a frente os atuais campeões da Copa Libertadores da América e o da Sul-Americana.
No dia 5 de junho, teve o seu contrato renovado até junho de 2021. Já no dia 15 de julho, após vencer o Fluminense (2 a 1 na ida e 1 a 0 na volta), ganhou seu quinto título, o Campeonato Carioca. Ambos os jogos foram no Maracanã, mas com o Flamengo sendo mandante na última partida.
Rescindiu seu contrato com o Flamengo no dia 17 de julho, rumo ao Benfica. Despediu-se do rubro-negro com a incrível marca de cinco títulos e apenas quatro derrotas em pouco mais de um ano de trabalho, tornando-se assim um dos maiores treinadores da história do Flamengo.

### Retorno ao Benfica
Em julho de 2020 foi anunciado o seu regresso. Foi apresentado no dia 3 de agosto, tendo assinado um contrato de duas épocas. Na cerimônia de apresentação mostrou-se, tal como em 2009, bastante confiante que vai fazer voltar o clube aos títulos e ao bom futebol. Sua reestreia oficial pelo Benfica se deu no dia 15 de setembro, frente ao PAOK, da Grécia, pela fase de qualificação da Liga dos Campeões da UEFA. Sua equipe foi derrotada por 2 a 1 e desclassificada da competição.
Nos primeiros onze jogos ao comando do Benfica, a equipe comandada por Jorge Jesus sofreu 16 gols, sendo que nove deles foram na Primeira Liga. O desempenho constitui o pior arranque do clube lisboeta, em termos defensivos, desde 2001.
Conquistou um grande triunfo no dia 29 de setembro de 2021, após o Benfica vencer o Barcelona em casa por 3 a 0, pela fase de grupos da Liga dos Campeões. Após a partida, o treinador afirmou que segue acompanhando o futebol brasileiro e cravou o Flamengo na final da Copa Libertadores da América.
Após diversas especulações sobre um retorno ao Brasil, além de ficar sem clima depois de uma derrota por 3 a 0 para o Porto, Jorge Jesus deixou o Benfica no dia 28 de dezembro. O treinador acertou a saída em comum acordo com o clube, que cumprirá com todas as obrigações contratuais até o término do vínculo.

### Fenerbahçe
Após a sua saída do Benfica, Jorge Jesus acertou com o Fenerbahçe no dia 2 de junho de 2022, assinando contrato por um ano.
Logo depois de conquistar a Copa da Turquia, em 11 de junho de 2023, o treinador anunciou que deixaria a equipe.

### Retorno ao Al-Hilal
Foi anunciado como novo treinador do Al-Hilal no dia 1 de julho de 2023, acertando seu retorno e assinando contrato válido até o fim da temporada 2023–24.
Jorge Jesus foi o treinador recordista mundial até então, ao vencer 34 partidas oficiais consecutivas, válidas pelo Campeonato Saudita, Copa do Rei e Liga dos Campeões da Ásia. A sequência do clube começou em 25 de setembro de 2023 e se encerrou em 17 de abril de 2024, quando sua equipe foi derrotada pelo Al-Ain, em partida válida pela Liga dos Campeões da Ásia. O clube entrou para o famoso Livro dos Recordes ainda no mês anterior, quando passou a ostentar, de forma isolada, a maior sequência de vitórias da história do futebol profissional. O recordista anterior era o The New Saints, do País de Gales, que havia vencido 27 partidas em sequência entre agosto de 2016 e janeiro de 2017.
Em 17 de agosto de 2024, o treinador conquistou mais uma marca importante em sua carreira, na qual conquistou seu 5º título pelo clube saudita, vencendo o Al-Nassr por 4 a 1, válido pela Supercopa Saudita. Novamente repetiu o mesmo feito que havia alcançado quando estava no Flamengo, tendo mais títulos (4) que derrotas (3) em sua segunda passagem no clube.
Em 2 de maio de 2025, o Al-Hilal anunciou a demissão do técnico do clube. "O Conselho de Administração do Al-Hilal Club Company entrou em acordo com o técnico português time de futebol, Jorge Jesus, pela rescisão de contrato. O Conselho expressou seu apreço pelos esforços realizados pela comissão técnica desde a última temporada. Enquanto isso, o Conselho decidiu nomear o técnico Mohammed Al-Shalhoub para liderar o primeiro time de futebol da Liga Saudita de Futebol", afirmou parte do comunicado divulgado à imprensa.

### Al-Nassr
Em 14 de julho de 2025, Jorge Jesus foi oficializado como novo técnico do Al-Nassr. A contratação do treinador lusitano tem contrato válido por uma temporada, até o fim do primeiro semestre de 2026.

## Vida pessoal
Jesus é filho do também futebolista Virgolino de Jesus, já falecido, e de sua mulher Maria Elísia Pinheiro, além de ser tio do jogador Bruno Sales. É casado com Ivone de Jesus e possui três filhos, Jorge Gonçalo, Tânia e Mauro de Jesus, este último com sua atual esposa. Jorge Jesus possui ascendência brasileira por parte de sua avó materna, que nasceu em Pernambuco. Em novembro de 2019, visitou o Instituto Nacional de Câncer (INCA) e declarou que doaria o dinheiro arrecadado com a venda de sua biografia, o livro "Mister Jesus, Quebrando Paradigmas no Futebol", do escritor Rui Pedro Braz (da editora AllBook) para a instituição.
Em 29 de janeiro de 2021, depois de duas semanas em que assumiu sofrer duma infeção respiratória, foi confirmado pelo Benfica que havia sido diagnosticado no oitavo teste, realizado no início dessas duas semanas, como positivo para COVID-19, "num caso atípico, de índole rara", durante a pandemia de COVID-19 em Portugal, o que, inclusivamente, o impediu de estar presente no Dérbi da Capital contra o Sporting fora.

## Características como treinador

### Estilo de jogo
Técnico disciplinador e linha dura, Jorge Jesus gosta que suas equipes atuem com uma posse de bola agressiva (seus times circulam rápido a bola, com muitos jogadores à frente da linha da bola), e com uma defesa sincronizada e sempre alta, quase na linha do meio de campo. Ele gosta também do chamado "perde-pressiona": Perdeu a bola? Avança rápido, mata a jogada e não deixa o jogador adversário escapar.
Seu esquema de jogo preferido é o 4-1-3-2. A ideia é sair para o ataque através de passes curtos, trazendo o volante para fazer a saída de bola entre os zagueiros, projetando os laterais num primeiro momento, e utilizando os cinco jogadores mais ofensivos em constantes movimentos de apoio ao companheiro com a bola, ou atacando espaços em profundidade.

### Rei do blefe
Jorge Jesus costuma blefar sobre a escalação de atletas para enganar os rivais. Quando comandava o Benfica, ele informava para a imprensa que alguns jogadores estavam vetados ou que teriam poucas chances de atuar. Conforme o jornalista Rui Miguel Gomes, do site "O Jogo", em 37 clássicos disputados pelo Benfica, ele não cumpriu o que falava em 22, surpreendendo a todos. No Flamengo, ele usou deste mesmo expediente no jogo entre Flamengo e Internacional, pela Copa Libertadores da América, ao não relacionar Gabigol para o jogo no dia anterior, mas escalá-lo como titular na partida.
Por conta de episódios como esse, ele ficou conhecido em Portugal como "Pôquer Face".

## Títulos
SC Braga
- Copa Intertoto da UEFA: 2008

SL Benfica
- Campeonato Português: 2009–10, 2013–14, 2014–15
- Taça de Portugal: 2013-14
- Taça da Liga: 2009–10, 2010–11, 2011–12, 2013–14, 2014–15
- Supertaça Cândido de Oliveira: 2014

Sporting CP
- Taça da Liga: 2017–18
- Supertaça Cândido de Oliveira: 2015

Al-Hilal
- Campeonato Saudita: 2023–24
- Copa do Rei: 2023–24
- Supercopa da Arábia Saudita: 2018, 2023, 2024

Flamengo
- Copa Libertadores da América: 2019
- Recopa Sul-Americana: 2020
- Campeonato Brasileiro: 2019
- Supercopa do Brasil: 2020
- Campeonato Carioca: 2020

Fenerbahçe
- Copa da Turquia: 2022–23

### Prêmios individuais
- Melhor Treinador do Campeonato Português: 2009–10, 2013–14, 2014–15[70]
- Melhor Treinador Português do Ano (Globos de Ouro): 2015, 2016[71]
- Melhor Treinador do Campeonato Brasileiro: 2019[72]
- Melhor Treinador da Copa Libertadores da América: 2019[73]
- Melhor Treinador do Campeonato Carioca: 2020[74]
- Melhor Treinador Português do Ano no Estrangeiro (Quinas de Ouro): 2020[75]
- Melhor Treinador do Campeonato Saudita: 2024[76]
- Melhor Treinador do Oriente Médio (Globe Soccer Awards): 2024[77]

### Condecorações e honrarias
- Comendador da Ordem do Infante D. Henrique[78][79]
- Medalha Tiradentes[80]

### Recordes
- Treinador com mais títulos conquistados pelo Benfica (10)[81]

- Melhor aproveitamento de um treinador na história do Flamengo (81,3%)[82]

- Recorde de mais vitórias seguidas no futebol mundial pelo Al Hilal (34 vitórias seguidas)[83]

## Estatísticas
Atualizadas até 19 de dezembro de 2021
| Clube                | País           | Início                  | Até                    | Jogos | Jogos | Jogos | Jogos | Jogos | Jogos | Jogos | Jogos |
| Clube                | País           | Início                  | Até                    | J     | V     | E     | D     | GP    | GC    | SG    | %     |
| -------------------- | -------------- | ----------------------- | ---------------------- | ----- | ----- | ----- | ----- | ----- | ----- | ----- | ----- |
| Amora                | Portugal       | 1 de julho de 1990      | 4 de fevereiro de 1993 | 103   | 41    | 34    | 28    | 132   | 92    | +40   | 39.81 |
| Felgueiras           | Portugal       | 14 de dezembro de 1993  | 12 de maio de 1996     | 97    | 38    | 28    | 31    | 119   | 106   | +13   | 39.18 |
| Felgueiras           | Portugal       | 18 de fevereiro de 1997 | 12 de Janeiro de 1998  | 34    | 17    | 6     | 11    | 41    | 32    | +9    | 50    |
| União da Madeira     | Portugal       | 10 de fevereiro de 1998 | 23 de março de 1998    | 6     | 1     | 1     | 4     | 5     | 13    | −8    | 16.67 |
| Estrela da Amadora   | Portugal       | 6 de junho de 1998      | 15 de maio de 2000     | 75    | 23    | 30    | 22    | 83    | 84    | −1    | 30.67 |
| Vitória de Setúbal   | Portugal       | 3 de outubro de 2000    | 21 de janeiro de 2002  | 51    | 23    | 10    | 18    | 84    | 64    | +20   | 45.1  |
| Estrela da Amadora   | Portugal       | 30 de janeiro de 2002   | 5 de março de 2003     | 41    | 21    | 9     | 11    | 51    | 41    | +10   | 51.22 |
| Vitória de Guimarães | Portugal       | 8 de dezembro de 2003   | 10 de maio de 2004     | 22    | 7     | 6     | 9     | 17    | 22    | -5    | 31.82 |
| Moreirense           | Portugal       | 4 de abril de 2005      | 22 de maio de 2005     | 7     | 2     | 3     | 2     | 9     | 7     | +2    | 28.57 |
| União Leiria         | Portugal       | 26 de setembro de 2005  | 11 de maio de 2006     | 30    | 13    | 6     | 11    | 43    | 35    | +8    | 43.33 |
| Belenenses           | Portugal       | 12 de maio de 2006      | 19 de maio de 2008     | 70    | 31    | 16    | 23    | 87    | 74    | +13   | 44.29 |
| Braga                | Portugal       | 20 de maio de 2008      | 16 de junho de 2009    | 48    | 24    | 13    | 11    | 68    | 30    | +38   | 50    |
| Benfica              | Portugal       | 16 de junho de 2009     | 4 de junho de 2015     | 321   | 225   | 51    | 45    | 674   | 249   | +425  | 70.09 |
| Sporting             | Portugal       | 5 de junho de 2015      | 5 de junho de 2018     | 158   | 99    | 26    | 33    | 302   | 146   | +156  | 62.66 |
| Al-Hilal             | Arábia Saudita | 5 de junho de 2018      | 30 de janeiro de 2019  | 25    | 20    | 4     | 1     | 44    | 17    | +27   | 80    |
| Flamengo             | Brasil         | 20 de junho de 2019     | 17 de julho de 2020    | 57    | 43    | 10    | 4     | 129   | 47    | +82   | 75.44 |
| Benfica              | Portugal       | 3 de agosto de 2020     | 28 de dezembro de 2021 | 83    | 52    | 17    | 14    | 182   | 80    | +105  | 62.65 |
| Fenerbahçe           | Turquia        | 2 de Junho de 2022      | 12 de Junho de 2023    | 56    | 38    | 10    | 8     | 126   | 58    | +68   | 67.86 |
| Al Hilal             | Arábia Saudita | 1 de Julho de 2023      | presente               | 105   | 81    | 14    | 10    | 282   | 95    | 187   | 77.14 |
| Total                | Total          | Total                   | Total                  | 1227  | 680   | 270   | 277   | 2091  | 1140  | +951  | 55.42 |

## Desempenho como treinador em Portugal
| Temporada   | Temporada                 | 2006–07    | 2007–08    | 2008–09 | 2009–10 | 2010–11 | 2011–12 | 2012–13 | 2013–14 | 2014–15 | 2015–16  | 2016–17  | 2017–18  |
| Clube       | Clube                     | Belenenses | Belenenses | Braga   | Benfica | Benfica | Benfica | Benfica | Benfica | Benfica | Sporting | Sporting | Sporting |
| Competições |                           |            |            |         |         |         |         |         |         |         |          |          |          |
| ----------- | ------------------------- | ---------- | ---------- | ------- | ------- | ------- | ------- | ------- | ------- | ------- | -------- | -------- | -------- |
| Competições | Liga                      | 5º         | 8º         | 5º      | 1º      | 2º      | 2º      | 2º      | 1º      | 1º      | 2º       | 3º       | 3º       |
| Competições | Taça                      | F          | 4ªE        | 4ªE     | 4ªE     | 1/2     | 1/8     | F       | V       | 1/8     | 1/8      | 1/4      | F        |
| Competições | Taça da Liga              |            | 3ªE        | 1ªFG    | V       | V       | V       | 1/2     | V       | V       | FG       | FG       | V        |
| Competições | Supertaça                 | -          | -          | -       | -       | F       | -       | -       | -       | V       | V        | -        | -        |
| Competições | Liga dos Campeões da UEFA | -          | -          | -       | -       | FG      | 1/4     | FG      | FG      | FG      | RQ       | FG       | FG       |
| Competições | Liga Europa               | -          | 1ªF        | 1/8     | 1/4     | 1/2     | -       | F       | F       | -       | 1/16     | -        | 1/4      |